# Macronemurus melanthe
Macronemurus melanthe is een insect uit de familie van de mierenleeuwen (Myrmeleontidae), die tot de orde netvleugeligen (Neuroptera) behoort. 
Macronemurus melanthe is voor het eerst wetenschappelijk beschreven door Banks in 1911.